# Velilla de Ebro
Velilla de Ebro − gmina w Hiszpanii, we wspólnocie autonomicznej Aragonia.
W pobliżu miejscowości odnaleziono pozostałości kolonii rzymskiej Iulia Victrix Lepida z I wieku p.n.e. W późniejszym okresie odzyskała swą poprzedzającą okres wpływów rzymskich nazwę: Celsa. Do znalezisk należą mozaiki. W Celsie bito monety w I i II wieku.